# Thierry Gomez
Pour les articles homonymes, voir Gomez.
Thierry Gomez, né en 1963, est un homme d’affaires français.
Il est président de la société Stimulation Marketing Communication et également président du Mans FC depuis 2016.

## Biographie
Président de l'ES Troyes AC de juillet 2004 à juin 2009, il aurait rétabli la situation financière du club troyen et obtenu sa remontée en Ligue 1 en 2005. Deux relégations plus tard, le club troyen évoluant en National, Daniel Masoni lui succéda à la tête du club troyen.
Il est par ailleurs le PDG de Stimulation Marketing Communication (événementiel et incentive). 
En juillet 2016, il annonce reprendre le club du Mans F.C. avec un apport d'un million d'euros. Il est le président du club depuis octobre 2016.